# Agustín Lucas
Agustín Lucas Teixeira (* 19. Oktober 1985 in Montevideo) ist ein ehemaliger uruguayischer Fußballspieler und Schriftsteller.

## Karriere

### Verein
Der 1,84 Meter große Defensivakteur Lucas spielte bereits in den Nachwuchsmannschaften von Miramar Misiones und gehörte sodann zu Beginn seiner Karriere bis Mitte 2008 dem Profikader an. Von Mai 2004 bis Juni 2008 war er Mannschaftskapitän der Montevideaner. Im Jahr 2008 und der Clausura 2009 ist eine Karrierestation bei den Montevideo Wanderers verzeichnet. In der Saison 2009/10 bestritt er sechs Partien (kein Tor) in der Primera División für den Cerro Largo FC. Die Osturuguayer verließ er Anfang Februar 2010, um ein Engagement in Guatemala bei Deportivo Jalapa anzutreten. Im Juli 2010 schloss er sich Deportivo Anzoátegui in Venezuela an. Dort lief er zwölfmal (kein Tor) in der Primera División auf. Von August 2011 bis Mitte Juli 2013 stand er in Reihen des uruguayischen Zweitligisten Sud América aus Montevideo. Anschließend setzte er seine Karriere in Argentinien bei Comunicaciones fort. Für die Argentinier absolvierte er 18 Spiele in der Primera B Metropolitana und schoss ein Tor. Ende Juli 2014 schloss er sich dem zuvor aus der Primera División abgestiegenen uruguayischen Klub Liverpool Montevideo an. In der Spielzeit 2014/15 wurde er neunmal (kein Tor) in der Segunda División eingesetzt und stieg am Saisonende mit dem Verein in die höchste uruguayische Spielklasse auf. Im August 2015 kehrte er zum Ausgangspunkt seiner Karriere zurück und schloss sich erneut dem Zweitligisten Miramar Misiones an. In der Spielzeit 2015/16 bestritt er 13 Zweitligaspiele und traf einmal ins gegnerische Tor. Zwischen 2017 und 2018 spielte er für Albion FC. Im Januar 2018 beendete Lucas seine Karriere.

### Nationalmannschaft
Lucas war mindestens im Juni 2007 Mitglied der von Roland Marcenaro betreuten U-23-Auswahl Uruguays.

## Werke
- No todos los dedos son prensiles. Pirates, Montevideo 2007, ISBN 978-9974-7938-9-7.
- Club. Yaugurú, Montevideo, 2011, ISBN 978-9974-8290-3-9.
- Insectario. Yaugurú, Montevideo, 2014, ISBN 978-9974-8453-4-3.
- Tapones de fierro. Túnel, Montevideo 2017, ISBN 978-9974-8516-3-4.